# Le Générateur
 (février 2025).
Motif : Sources ? Notoriété ?
- Archive Wikiwix
- Bing
- Cairn
- DuckDuckGo
- E. Universalis
- Gallica
- Google
- G. Books
- G. News
- G. Scholar
- Persée
- Qwant
- (zh) Baidu
- (ru) Yandex
- (wd) trouver des œuvres sur Wikidata

| 1. | Préciser le motif de la pose du bandeau. | Précisez le motif de la pose du bandeau en utilisant la syntaxe suivante : {{admissibilité à vérifier\|date=juin 2025\|motif=remplacez ce texte par le motif}}                     |
| 2. | Informer les utilisateurs concernés.     | Pensez à avertir le créateur de l'article, par exemple, en insérant le code ci-dessous sur sa page de discussion : {{subst:avertissement admissibilité à vérifier\|Le Générateur}} |

Le Générateur est un centre d'art associatif consacré à l'art de la performance et situé à Gentilly dans le Val-de-Marne, en Île-de-France. Dirigé par la chorégraphe Anne Dreyfus depuis 2006, sa programmation est pluridisciplinaire, au croisement des arts vivants et des arts visuels.

## Historique

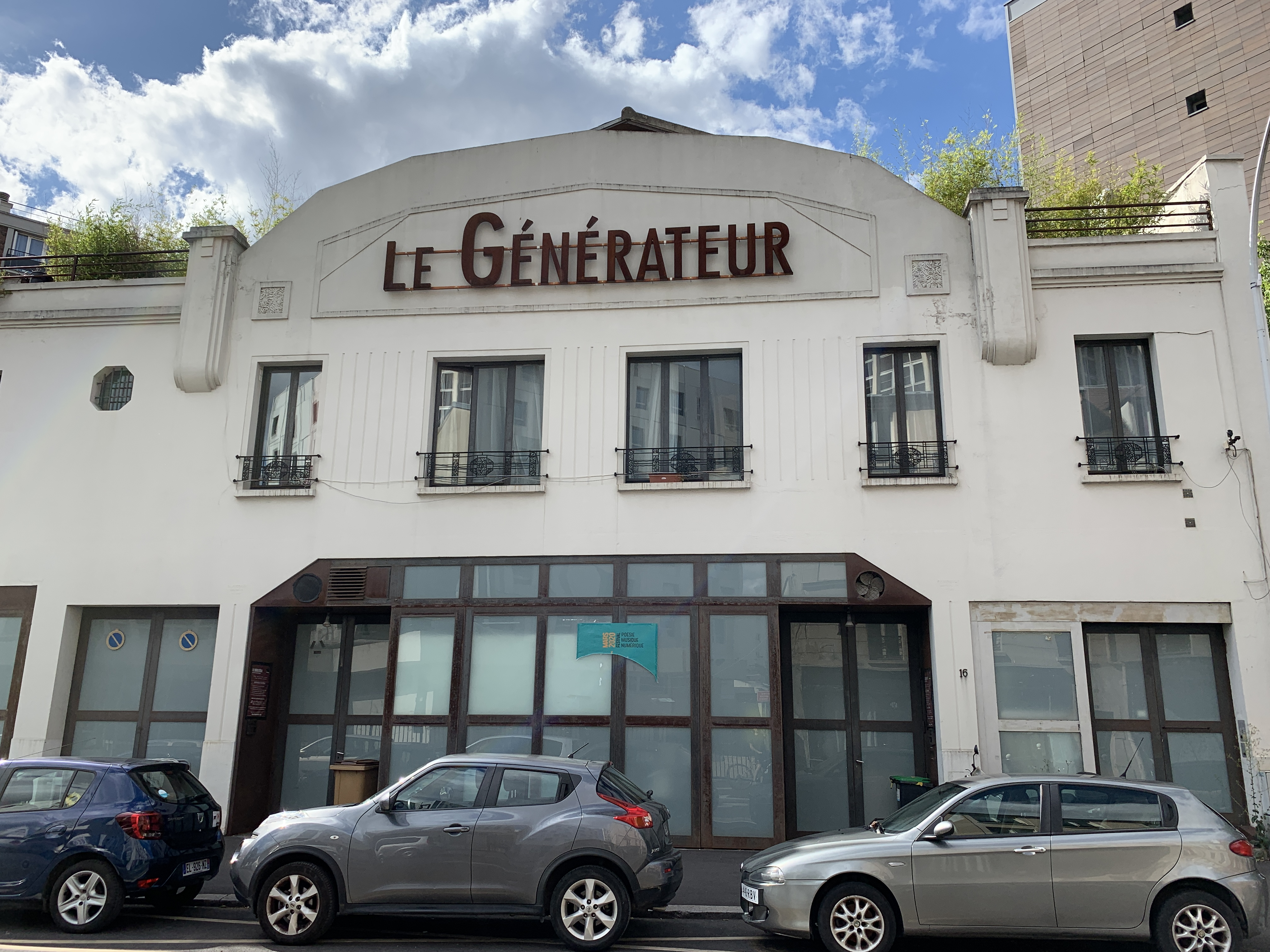
Façade de l'ancien cinéma Le Gaîté-Palace, aujourd'hui bâtiment du Générateur.

En 2006, Anne Dreyfus, danseuse et chorégraphe et Bernard Bousquet, peintre et plasticien, fondent ensemble Le Générateur dans le bâtiment réhabilité du Gaîté-Palace, un ancien cinéma de quartier de 600m² à Gentilly, dans le Val-de-Marne. L'espace est inauguré le 7 octobre 2006 avec la performance Parades and Changes, réactivation de la performance de 1965 du même nom créée par la chorégraphe américaine pionnière de la danse post-moderne Anna Halprin.
Depuis son ouverture, Le Générateur a accueilli plus de 900 artistes français et internationaux tels que Marina Abramovic, Alberto Sorbelli, la revue Doc(k)s, Charles Pennequin, et 250 résidences de création. Seul lieu en île-de-France qui soit entièrement consacré à la performance, il est partenaire de nombreux lieux et festivals franciliens et internationaux en musique, en danse et en arts numériques (Sonic Protest, Sons d'hiver, Artdanthé avec le Théâtre de Vanves, la Biennale de danse du Val-de-Marne avec La Briqueterie, la Biennale NOVA_XX du Centre Wallonie-Bruxelles Paris, Némo - Biennale internationale des arts numériques au Centquatre-Paris, La Métropolitaine avec la Métropole du Grand Paris, Faits d'hiver, Sonica à Glasgow...), et participe chaque année à l'événement Nuit Blanche.
Depuis 2009, le lieu présente chaque mois d'octobre le festival [ frasq ], rencontre annuelle de la performance, qui réunit une diversité d'artistes issus de tous les champs de l'art et met en réseaux plusieurs lieux culturels d’Île-de-France (centres d’art, associations, tiers-lieux, universités et écoles d'art).

## Activités annexes
Outre la rédaction et l'édition de publications en lien avec sa programmation, Le Générateur s'attache à la constitution d'archives de ses activités depuis son ouverture.
En 2023, sur les conseils de l'historien de l'art Thomas Schlesser et avec le soutien de la Fondation de France, Le Générateur crée Performance Sources, sa base de données consacrée aux archives de l'art-performance réunissant son propre fonds d'archives et les fonds d'archives d'autres institutions artistiques partenaires consacrées à la création contemporaine (le Cneai=, le Crédac, le Mac Val, le Centre Wallonie-Bruxelles...). Une série d'entretiens d'artistes menés par l'historienne de l'art spécialiste de l'art-performance Clélia Barbut complète ce projet.
Au fil des années, le lieu participe ainsi à la constitution d’une mémoire vivante de l’art-performance en réunissant des archives visuelles et sonores de tous ses événements.